# Ключарёв, Виктор Павлович
Виктор Павлович Ключарёв (ноябрь 1898, Александров, Владимирская губерния, Российская империя — 10 января 1957, Москва, РСФСР, СССР) — советский актёр театра и кино.

## Биография
Родился в ноябре 1898 года в Александрове Владимирской губернии в семье отца, который являлся адвокатом, а позже юрисконсультом и матери, которая занималась домашним хозяйством.
Обучался в Александровской гимназии, которую окончил в 1918 году, после чего поступил на филологический факультет Московского университета (по другим данным в Московскую горную академию) и одновременно в театральную школу МХАТ. По окончании школы в 1919 году был принят в труппу Первой студии МХАТа, также оставался во МХАТе во время преобразования в МХАТ 2-й. В 1927 году перешёл в труппу Московского театра Революции (ныне Московский академический театр имени Владимира Маяковского). Последим театром в котором служил Ключарёв, был «Центр театра и кино под руководством Никиты Михалкова».
По мимо кинематографии и театральной деятельности, мужчина занимался также и общественной деятельностью, являлся представителем месткома Театра-студии киноактёра (1947—1950), был членом обкома Союза политпросветучреждений. 
Ушёл из жизни 10 января 1957 года в Москве на 59-м году. Похоронен на Новодевичьем кладбище.

## Творчество

### Фильмография
- 1939 — Ошибка инженера Кочина — Мурзин
- 1940 — Яков Свердлов — матрос
- 1941 — Мечта — милицейский
- 1942 — Боевой киносборник № 11 — немецкий солдат
- 1942 — Дорога к звёздам — Гютнер
- 1942 — Его зовут Сухэ-Батор — эпизод
- 1942 — Непобедимые — эпизод
- 1943 — Кутузов — мужик
- 1943 — Родные берега — немецкий лейтенант
- 1944 — Дни и ночи — полковник Ремизов (главная роль)
- 1944 — Родные поля — Семён Косой
- 1947 — Поезд идёт на восток — пассажир на вокзале
- 1947 — Сказание о земле Сибирской — пассажир автобуса
- 1948 — Мичурин — профессор Кигунов
- 1948 — Повесть о настоящем человеке — врач
- 1948 — Суд чести — учёный на суде чести
- 1949 — Кубанские казаки — председатель колхоза
- 1949 — Падение Берлина — эпизод
- 1950 — Донецкие шахтёры — эпизод
- 1951 — Сельский врач — Андрей Андреевич Кулик
- 1951 — Спортивная честь — старый рабочий
- 1956 — Иван Франко — премьер
- 1956 — Поэт — доктор
- 1957 — Неповторимая весна — начальник автоколонны

## Оценочные мнения
- Со слов киноведов А. Тремасова, играл, как правило, характерные и героические роли. В дальнейшем актёр использовался как исполнитель небольших характерно-комедийных ролей, создав целый ряд запоминающихся образов военных, людей из народа, социальных героев[1].

## Издательства
- Виктор Яковлевич Дубровский. Весь театр за 75 лет: энциклопедический словарь. — Театр Имени Вл. Маяковского, 1999. — 736 с. — ISBN 978-5-88852-019-2.